# خشم در هارلم
خشم در هارلم (به انگلیسی: A Rage in Harlem) فیلمی محصول سال ۱۹۹۱ و به کارگردانی بیل دوک است. در این فیلم بازیگرانی همچون فارست ویتاکر، گرگوری هاینز، رابین گیونز، زاکس موکایی، دنی گلاور، رن تیلور، وندل پیرس، تی کی کارتر و اسکریمین جی هاوکینز ایفای نقش کرده‌اند.